# Hamiltonius quadriguttatus
Hamiltonius quadriguttatus is een keversoort uit de familie bladrolkevers (Attelabidae). De wetenschappelijke naam van de soort werd in 1961 gepubliceerd door Eduard Voss.